# August Fuchs (Philologe)

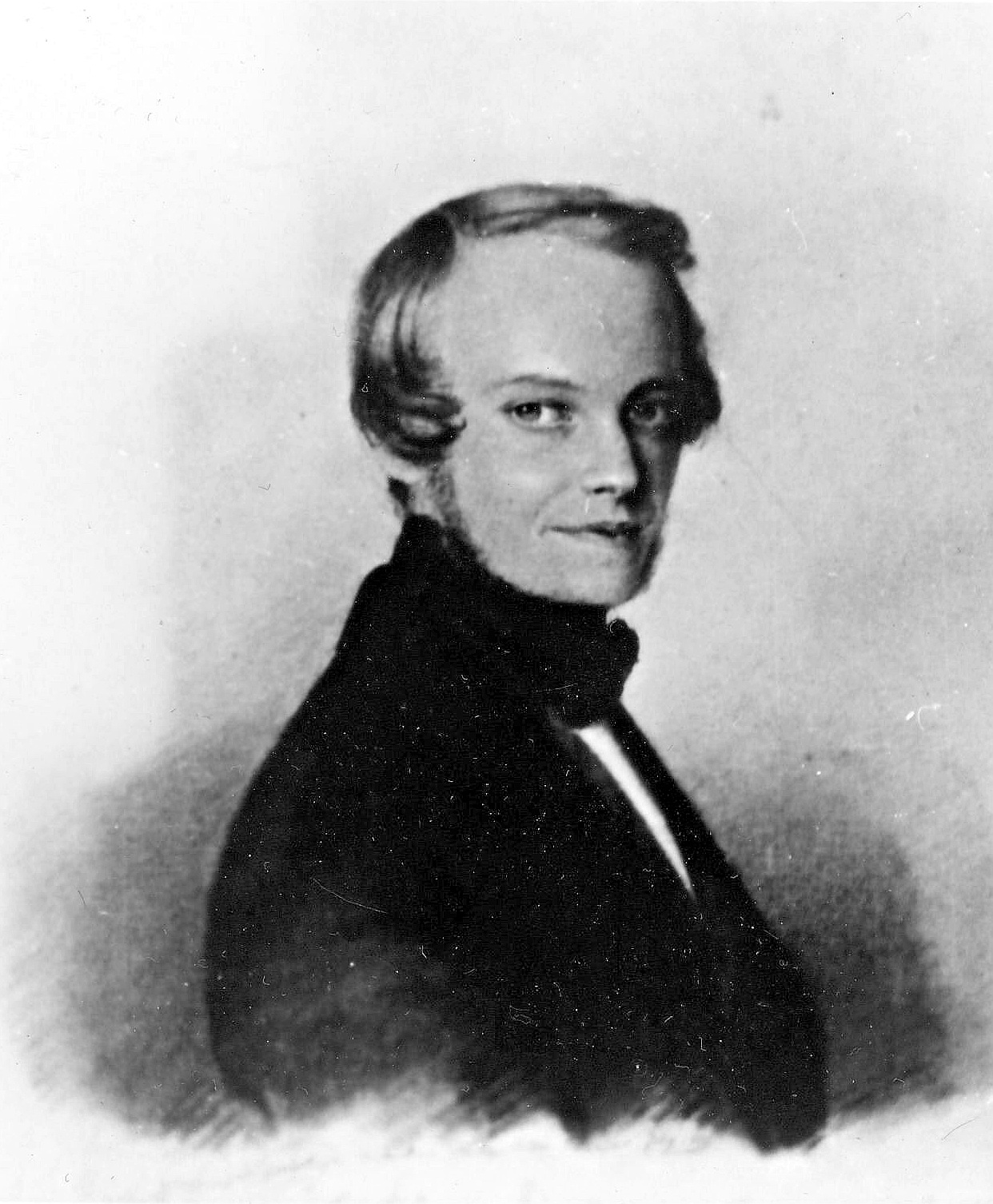
August Fuchs

August Fuchs (* 20. Juni 1818 in Dessau; † 8. Juni 1847 ebenda) war ein deutscher Altphilologe, Schulmann und Autor wissenschaftlicher Werke.

## Leben und Wirken
Von 1836 bis 1839 studierte Fuchs klassische Philologie an der Universität Leipzig bei Gottfried Hermann und an der Friedrich-Wilhelms-Universität Berlin bei August Boeckh und Karl Lachmann. Zudem beschäftigte er sich autodidaktisch mit romanischen Sprachen – grundlegend beeinflusst von Friedrich Christian Diez, dem Begründer der wissenschaftlichen Romanistik. Fuchs versuchte, Alt- und Neuphilologie zu versöhnen: an den Universitäten herrschte die klassische Philologie vor, und die klassischen Philologen verachteten die Neuphilologie. Fuchs begründete die These, dass die romanischen Sprachen „erwachsene“ lateinische Sprachen seien (Evolutionsthese [vs. Korruptionsthese]) und dass deswegen die Neuphilologie der klassischen Philologie ebenbürtig sei.
Ab 1839 wirkte Fuchs, mittlerweile „Candidat der Philologie“, als Aushilfslehrer in Dessau, ohne je eine feste Anstellung erhalten zu haben. Als schöpferischer Geist produzierte er eine ganze Reihe unterschiedlicher wissenschaftlicher Werke, und seine Arbeiten zur romanischen Dialektologie wurden auch von Friedrich Diez zur Kenntnis genommen, der diese Ergebnisse in der zweiten Auflage seiner „Grammatik der romanischen Sprachen“ verwertete.

## Mitgliedschaften
August Fuchs war Mitglied der Deutschen Morgenländischen Gesellschaft.

## Werke (Auswahl)
Bücher
- Lehrbuch der Spanischen Sprache. Verlag Serig, Leipzig 1837.
- Questiones de Libris Xenophonteis de Republica Lacedaemoniorum et de Republica Atheniensium. Verlag Serig, Leipzig 1839.
- Über die sogenannten unregelmässigen Zeitwörter in den Romanischen Sprachen. Nebst Andeutungen über die wichtigsten Romanischen Mundarten. Verlag Asher, Berlin 1840.
- Zur Geschichte und Beurtheilung der Fremdwörter im Deutschen, Verlag Aue, Dessau 1842.
- Deßau, Wörlitz und Oranienbaum. Verlag Klettmann, Wörlitz 1985 (Nachdruck der Ausgabe Deßau 1843).
- Wegweiser durch Deßau und Umgegend sowie dem herzoglichen Garten zu Wörlitz. Verlag C. Schwetschke, Deßau 1843.
  - Über Coswig nach Wörlitz und Dessau. In: Wegweiser durch Deßau und Umgegend sowie dem herzoglichen Garten zu Wörlitz. Dessau nach 1873.
- Grundriß der Geschichte des Schriftenthums der Griechen und Römer und der Romanischen und Germanischen Völker. Verlag C. Schwetscke, Halle 1846.
- Kurzer Abriß der Geschichte des Schriftenthums der Griechen und Römer und der Romanischen und Germanischen Völker. In: Grundriß der Geschichte des Schriftthums der Griechen und Römer und der Romanischen und Germanischen Völker. Halle 1846.
- Die Romanischen Sprachen in ihrem Verhältnisse zum Lateinischen. Halle 1849 (zusammen mit L. G. Blanc).
- Bernhard Heese (Bearb.): Wegweiser durch Dessau und Umgegend sowie den herzoglichen Garten zu Wörlitz. 7. Auflage. Dessau 1908.
- Bernhard Heese (Bearb.): Die Stadt Dessau und ihre Umgebung (Neue Folge von A. Fuchs Wegweiser), 8. Auflage. Dessau 1926.

### Zeitschriftenartikel
- Georg Bender, "August Fuchs 1818-1847. Ein Vorläufer des Sprachvereins". In: "Zeitschrift des Allgemeinen Deutschen Sprachvereins", Jg. 32, 1917, Seiten 265–268.
- Laurence G. Blanc, Vorwort zu August Fuchs, "Die Romanischen Sprachen in ihrem Verhältnisse zum Lateinischen", Halle 1849.
- Eduard Fiedler, "August Fuchs, eine biographische Skizze". In: "Archiv für Philologie und Pädagogik", Band 16, 1850, Seiten 234–239 (anonyme Veröffentlichung).
- Storost, Jürgen: August Fuchs und Friedrich Diez. Zum 150. Todestag von August Fuchs am 8. Juni 1997. In: Gerda Haßler, Jürgen Storost (Hrsg.), Kontinuität und Innovation. Festschrift für Werner Bahner, Münster: Nodus, 1997, Seiten 259–274.
- Storost, Jürgen: ‘August Fuchs, Philolog’. Ein Beitrag zur Auseinandersetzung zwischen Philologie und Linguistik in der ersten Hälfte des 19. Jahrhunderts. In: Beiträge zur Romanischen Philologie, XXIII. Jahrgang 1984, Heft 1, Seiten 95–109.
- Storost, Jürgen: Das sprachpflegerische Engagement von August Fuchs. Eine wissenschaftsgeschichtliche Studie zur Germanistik. In: Beiträge zur Erforschung der deutschen Sprache, Band 8, Leipzig 1988, Seiten 56–68.
- Storost, Jürgen: Der Hispanist August Fuchs. Anhang: August-Fuchs-Bibliographie. In: Iberoromania, Nr. 37, 1993, Seiten 116–137.

### Verschiedenes
- "Congrès scientifique de France, Strasbourg 1842, Procès-ver-baux", Strasbourg 1843, Band 1, Seiten 447–449.
- Wilhelm Ludwig Holland: Fuchs, August. In: Allgemeine Deutsche Biographie (ADB). Band 8, Duncker & Humblot, Leipzig 1878, S. 162 f.
- Alan Kirkness, "Zur Sprachreinigung im Deutschen 1789-1871. Eine historische Dokumentation", Tübingen 1875, Seiten 306–312.